# Слоун, Деррик
Де́ррик Сло́ун (англ. Derrick Sloan; род. 29 апреля 1994, Клакманнан) — шотландский кёрлингист.
В составе мужской сборной Великобритании чемпион зимней Универсиады 2017.
Играет на позиции второго.

## Достижения
- Зимние Универсиады: золото (2017), серебро (2013).
- Чемпионат Шотландии по кёрлингу среди мужчин: серебро (2017), бронза (2015).
- Чемпионат мира по кёрлингу среди юниоров: бронза (2015).
- Чемпионат Шотландии по кёрлингу среди юниоров: золото (2015).

## Команды
| Сезон   | Четвёртый     | Третий        | Второй        | Первый           | Запасной                                 | Турниры             |
| ------- | ------------- | ------------- | ------------- | ---------------- | ---------------------------------------- | ------------------- |
| 2011—12 | Брюс Моуэт    | Деррик Слоун  | Росс Фрейзер  | Колин Муат       |                                          |                     |
| 2012—13 | Брюс Моуэт    | Дункан Мензис | Деррик Слоун  | Ангус Доуэлл     |                                          |                     |
| 2013    | Кайл Смит     | Томас Мёрхэд  | Кайл Уодделл  | Кэмерон Смит     | Деррик Слоун тренер: Дэвид Рэмзи         | ЗУ 2013             |
| 2013—14 | Брюс Моуэт    | Дункан Мензис | Деррик Слоан  | Ангус Доуэлл     | тренер: Колин Моррисон                   | ЧШЮ 2014 (4 место)  |
| 2014—15 | Брюс Моуэт    | Логан Грей    | Деррик Слоан  | Ангус Доуэлл     |                                          |                     |
| 2015    | Брюс Моуэт    | Дункан Мензис | Деррик Слоан  | Ангус Доуэлл     | Бобби Лэмми (ЧМЮ) тренер: Колин Моррисон | ЧШЮ 2015 · ЧМЮ 2015 |
| 2015    | Брюс Моуэт    | Блэр Фрейзер  | Деррик Слоун  | Ангус Доуэлл     |                                          | ЧШМ 2015            |
| 2015—16 | Скотт Маклауд | Колин Хауден  | Деррик Слоун  | Росс Фрейзер     |                                          | ЧШМ 2016 (9 место)  |
| 2016—17 | Брюс Моуэт    | Бобби Лэмми   | Грегор Кэннон | Деррик Слоун     | Алистер Шрайбер тренер: Кейт Брюстер     | ЗУ 2017 · ЧШМ 2017  |
| 2018—19 | Робин Брайдон | Крейг Уодделл | Грегор Кэннон | Фрейзер Дэвидсон | Деррик Слоун                             | ЧШМ 2019 (4 место)  |
| 2019—20 | Кэмерон Брайс | Крейг Уодделл | Грегор Кэннон | Деррик Слоун     | тренер: Дэвид Рэмзи                      | ЧШМ 2020 (5 место)  |

(скипы выделены полужирным шрифтом)

## Частная жизнь
Начал заниматься кёрлингом в 9 лет.
Студент Университета Роберта Гордона.
Сестра Деррика, Анна Слоун — известная кёрлингистка, играет в команде Ив Мюрхед, многократная чемпионка Шотландии, чемпионка мира и Европы.